# O Corvo

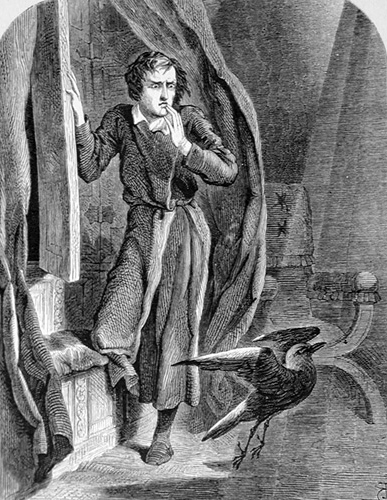
"O Corvo" trata da misteriosa visita de um corvo falante a um homem que lamentava a perda de sua amada. Ilustração de John Tenniel (1858).

"O Corvo" é um poema narrativo do escritor norte-americano Edgar Allan Poe. Publicado pela primeira vez em janeiro de 1845, é conhecido principalmente por sua musicalidade, linguagem estilizada e atmosfera sobrenatural. O poema trata da visita misteriosa de um corvo falante a um homem, frequentemente identificado como estudante, que lamenta a perda de sua amada, Lenore, e progressivamente enlouquece. Sentado em um busto da Palas Atena, o corvo parece perturbar ainda mais o protagonista com sua constante repetição da expressão "nunca mais". O poema faz referência a elementos folclóricos, mitológicos, religiosos e clássicos.
Poe afirmou, em seu ensaio A Filosofia da Composição, de 1846, ter escrito o poema de maneira lógica e metódica, com a intenção de criar uma obra que agradaria tanto à crítica quanto ao gosto popular. O autor se inspirou, em parte, em um corvo falante do romance Barnaby Rudge: A Tale of the Riots of Eighty, de Charles Dickens. De maneira semelhante, Poe baseou-se no ritmo complexo e métrica do poema Lady Geraldine's Courtship, de Elizabeth Barrett, além de fazer uso da rima interna e da aliteração.
"O Corvo" foi publicado pela primeira vez, com atribuição a Poe, na edição de 29 de janeiro de 1845 do New York Evening Mirror. Sua publicação tornou seu autor popular ainda em vida, mas não lhe trouxe grande sucesso financeiro. Em pouco tempo, o poema foi republicado, parodiado e ilustrado. Há divergências na opinião crítica em relação ao caráter literário do poema, mas ele continua sendo um dos mais famosos poemas anglófonos já escritos.

## Sinopse
"O Corvo" é narrado por um homem, cujo nome não é mencionado, que, em uma noite sombria de dezembro, lê "curiosos tomos de ciências ancestrais", em frente a uma lareira cujo fogo estava prestes a morrer, como uma maneira de esquecer a morte de sua amada, Lenore. Uma "batida na porta do [seu] quarto" chama a sua atenção e, porque ninguém se encontrava à porta, leva sua alma a "queimar". A batida é repetida, um pouco mais alta, e ele percebe que está vindo de sua janela. Quando ele vai investigar, um corvo voa para dentro de seu quarto. Não prestando atenção ao homem, o corvo pousa sobre um busto de Palas Atena acima da porta.

Divertido com a disposição cômica séria do corvo, o homem pede que o pássaro lhe diga seu nome. A única resposta do corvo é "nunca mais" (em inglês: nevermore). O narrador fica surpreso que o corvo possa falar, embora neste momento não tenha dito mais nada. O narrador observa para si mesmo que seu "amigo", o corvo, logo voará para fora de sua vida, assim como "outros amigos voaram antes", juntamente com suas esperanças anteriores. Como se estivesse respondendo, o corvo responde novamente com "nunca mais". O narrador argumenta que o pássaro aprendeu a expressão "nunca mais" com algum "mestre infeliz" e que é a única expressão que conhece.

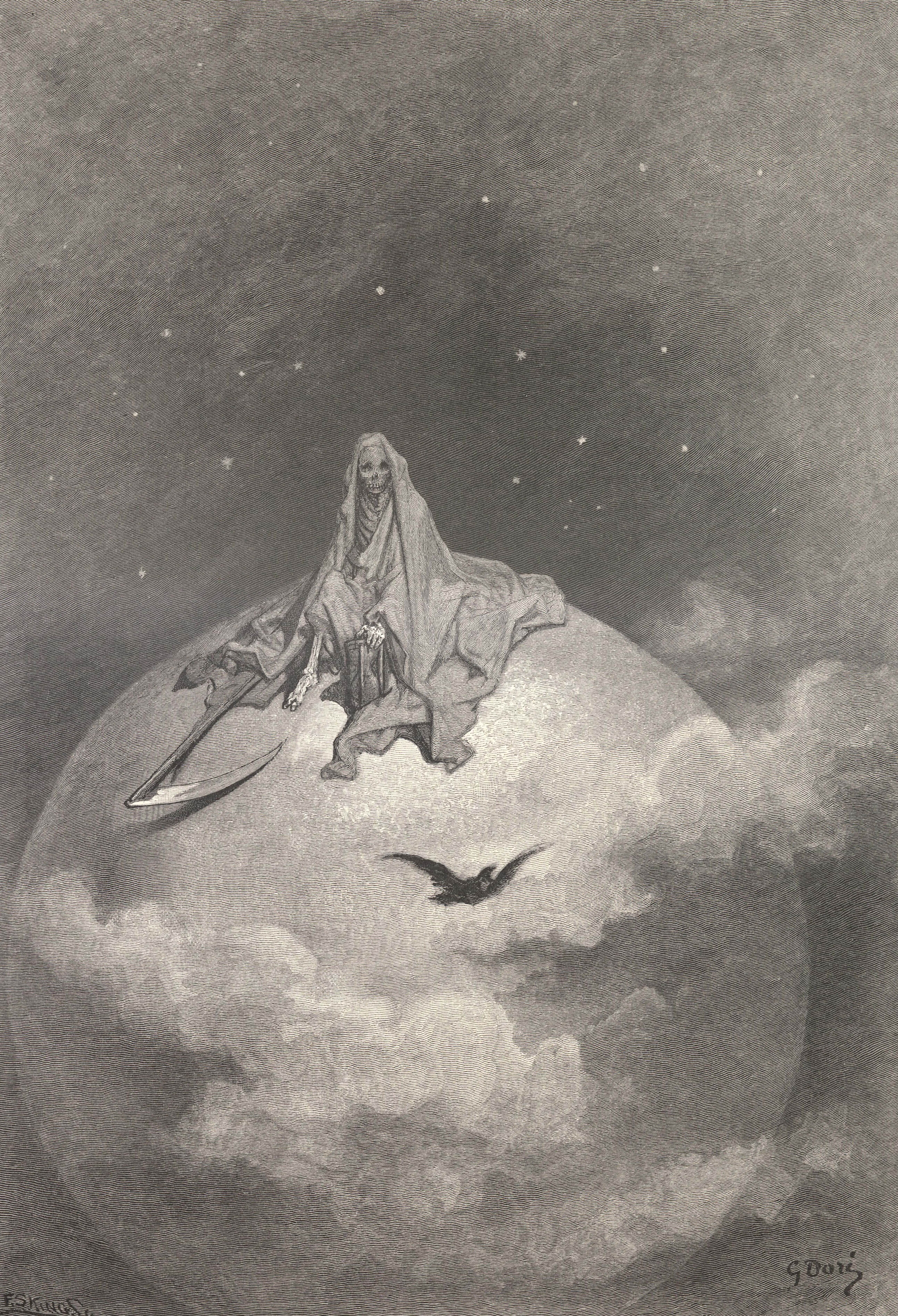
"O Corvo" ilustrado por Gustave Doré.

Mesmo assim, o narrador puxa sua cadeira diretamente na frente do corvo, determinado a aprender mais sobre o mesmo. Ele pensa por um momento em silêncio, e sua mente volta para a finada Lenore. Ele acha que o ar fica mais denso e sente a presença de anjos, e se pergunta se Deus está lhe enviando um sinal de que ele deveria esquecer Lenore. O pássaro novamente responde negativamente, sugerindo que o narrador nunca poderá se libertar de suas memórias. O narrador fica zangado, chamando o corvo de "coisa maléfica" e de "profeta". Finalmente, o narrador pergunta ao corvo se ele se reunirá com Lenore no céu. Quando o corvo responde com seu típico "nunca mais", ele fica furioso e, chamando-o de mentiroso, ordena que o pássaro retorne à "costa plutoniana" — mas não se move. Presumivelmente no momento da recitação do poema pelo narrador, o corvo "ainda está sentado" no busto de Palas. A admissão final do narrador é que sua alma está presa sob a sombra do corvo e "nunca mais" será levantada.

## Análise
Poe escreveu o poema como uma narrativa, sem alegoria intencional ou didatismo. O tema principal do poema é a devoção eterna. O narrador experimenta um conflito perverso entre o desejo de esquecer e o de lembrar. Parece ter algum prazer ao se concentrar na perda. O narrador assume que a expressão "nunca mais" é a "única expressão conhecida" do corvo e, no entanto, continua fazendo perguntas, mesmo sabendo qual será a resposta. Suas perguntas, então, são propositadamente autodepreciativas e incitam ainda mais seus sentimentos de perda. Poe não deixa claro se o corvo realmente sabe o que está dizendo ou se realmente pretende causar uma reação no narrador do poema. O narrador começa como "lento e triste", torna-se arrependido e angustiado, antes de passar a um frenesi e, finalmente, loucura. Christopher F. S. Maligec sugere que o poema é um tipo de paraclausítiro elegíaco, uma forma poética grega e romana antiga que consiste no lamento de um amante perdido.

### Alusões

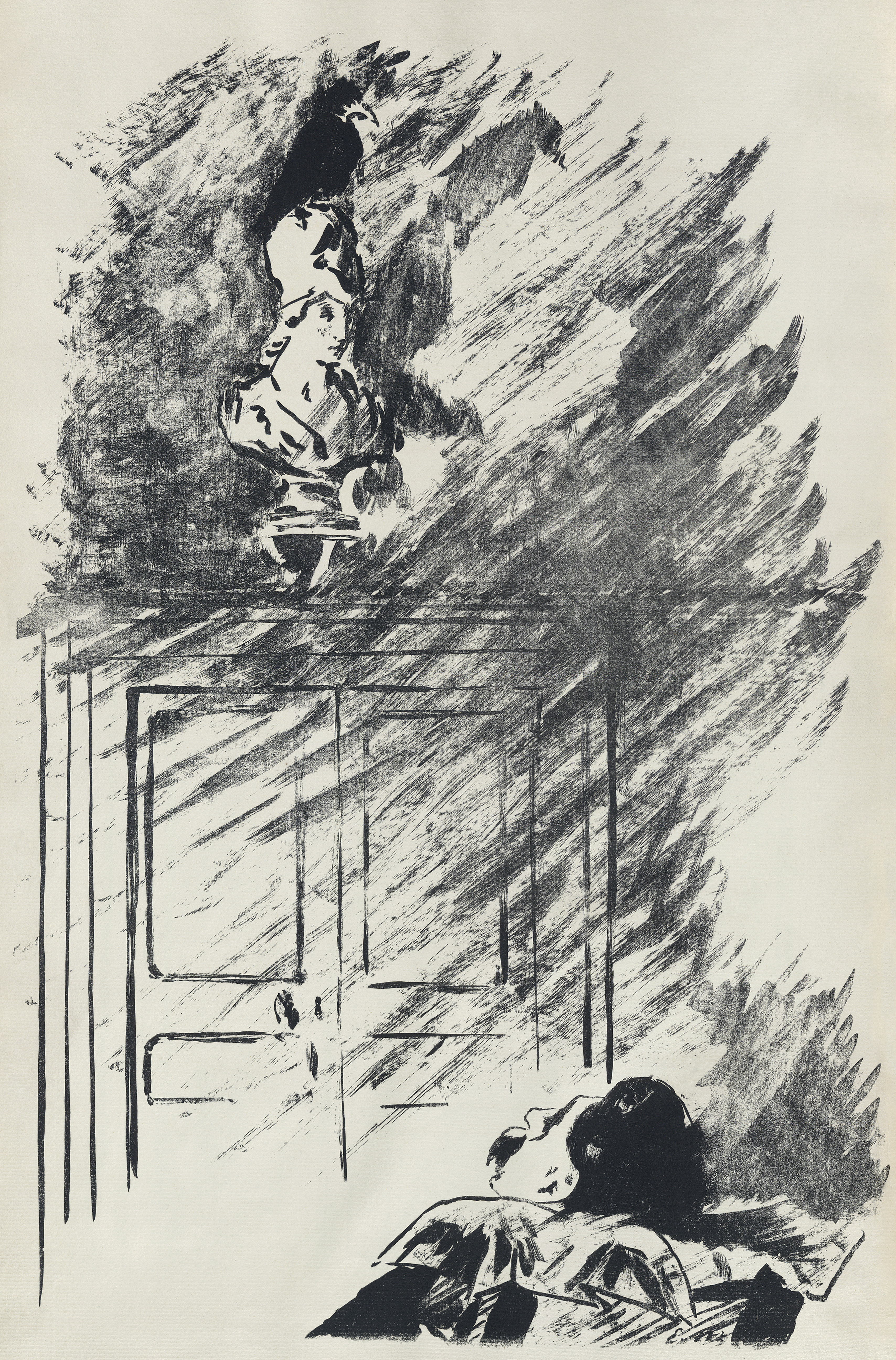
O corvo empoleira-se em um busto de Palas Atena, um símbolo de sabedoria que significa que o narrador é um estudante. Ilustração de Édouard Manet para a tradução de Stéphane Mallarmé, Le Corbeau (1875).

Poe diz que o narrador é um jovem estudante. Embora isso não esteja explicitamente declarado no poema, é mencionado em A Filosofia da Composição. Também é sugerido pelo narrador que lê livros "folclóricos", bem como pelo busto de Palas Atena, deusa grega da sabedoria.
O narrador está lendo tarde da noite "curiosos tomos de ciências ancestrais". Esse conhecimento pode ser sobre a magia oculta ou negra. Isso também é enfatizado na escolha do autor de definir o poema em dezembro, um mês tradicionalmente associado às forças das trevas. O uso do corvo—o "pássaro do diabo"—também sugere isso. Essa imagem do diabo é enfatizada pela crença do narrador de que o corvo é "da costa plutoniana da noite", ou um mensageiro da vida após a morte, referindo-se a Plutão, o deus romano do submundo (também conhecido como Dis Pater na mitologia romana). Uma alusão direta a Satanás também aparece: "Se o Tentador lhe enviou, ou se a tempestade o jogou aqui na terra [...]".
Poe escolheu um corvo como o símbolo central da história porque queria uma criatura "irracional" capaz de falar. Ele escolheu um corvo, que considerou "igualmente capaz de falar" como um papagaio, porque combinava com o tom pretendido do poema. Poe disse que o corvo deve simbolizar uma "Lembrança Triste e Interminável". Ele também foi inspirado por Grip, o corvo em Barnaby Rudge: A Tale of the Riots of Eighty por Charles Dickens. Uma cena em particular tem uma semelhança com "O Corvo", no final do quinto capítulo do romance de Dickens. Poe escreveu uma resenha de Barnaby Rudge para a Graham's Magazine, dizendo, entre outras coisas, que o corvo deveria ter servido a um propósito profético e mais simbólico. A semelhança não passou despercebida: James Russell Lowell, em A Fable for Critics, escreveu o verso: "Aí vem Poe com seu corvo, como Barnaby Rudge / Três quintos de seu gênio e dois quintos de puro plágio". A Biblioteca Livre da Filadélfia tem em exibição um corvo taxidermizado que tem a fama de ser aquele que Dickens possuía e que ajudou a inspirar o poema de Poe.
Poe também pode ter se inspirado em várias referências a corvos na mitologia e no folclore. Na mitologia nórdica, Odin possuía dois corvos chamados Huginn e Muninn, representando pensamento e memória. Segundo o folclore hebreu, Noé envia um corvo branco para verificar as condições enquanto está na arca. Descobre que as águas da enchente estão começando a se dissipar, mas não retorna imediatamente com as notícias. É punido, tornou-se preto e foi forçado a se alimentar de carniça para sempre. Nas Metamorfoses de Ovídio, um corvo também começa como branco antes que Apolo o castigue, tornando-o preto por transmitir uma mensagem da infidelidade de um amante. O papel do corvo como mensageiro no poema de Poe pode se basear nessas histórias.
Nepente, uma droga mencionada na Odisseia de Homero, apaga memórias; o narrador se pergunta em voz alta se poderia receber "trégua" dessa maneira: "Bebe, bebe o bom nepente e esqueça a perda de Lenore!".
Poe também menciona o Bálsamo de Gileade, uma referência ao Livro de Jeremias (8:22) na Bíblia: "Porventura não há bálsamo em Gileade? Ou não há lá médico? Por que, pois, não se realizou a cura da filha do meu povo?". Nesse contexto, o Bálsamo de Gileade é uma resina usada para fins medicinais (sugerindo, talvez, que o narrador precise ser curado após a perda de Lenore). Em 1 Reis 17:1-5, diz-se que Elias é de Gileade e foi alimentado por corvos durante um período de seca.
Poe também se refere a "Aidenn", outra palavra para o Jardim do Éden, embora Poe a use para perguntar se Lenore foi aceita no céu.

### Estrutura poética
O poema é composto por dezoito estrofes de seis linhas cada. De modo geral, a métrica é de um octâmetro trocaico — oito pés trocaicos por linha, cada pé com uma sílaba tônica seguida por uma sílaba átona. A primeira linha, por exemplo (com / representando sílabas tônicas e x representa átonas):
| Estrutura silábica de um verso | Estrutura silábica de um verso | Estrutura silábica de um verso | Estrutura silábica de um verso | Estrutura silábica de um verso | Estrutura silábica de um verso | Estrutura silábica de um verso | Estrutura silábica de um verso | Estrutura silábica de um verso | Estrutura silábica de um verso | Estrutura silábica de um verso | Estrutura silábica de um verso | Estrutura silábica de um verso | Estrutura silábica de um verso | Estrutura silábica de um verso | Estrutura silábica de um verso | Estrutura silábica de um verso |
| ------------------------------ | ------------------------------ | ------------------------------ | ------------------------------ | ------------------------------ | ------------------------------ | ------------------------------ | ------------------------------ | ------------------------------ | ------------------------------ | ------------------------------ | ------------------------------ | ------------------------------ | ------------------------------ | ------------------------------ | ------------------------------ | ------------------------------ |
| Tônica                         | /                              | x                              | /                              | x                              | /                              | x                              | /                              | x                              | /                              | x                              | /                              | x                              | /                              | x                              | /                              | x                              |
| Sílaba                         | Once                           | up-                            | on                             | a                              | mid-                           | night                          | drear-                         | y,                             | while                          | I                              | pon-                           | dered                          | weak                           | and                            | wear-                          | y                              |

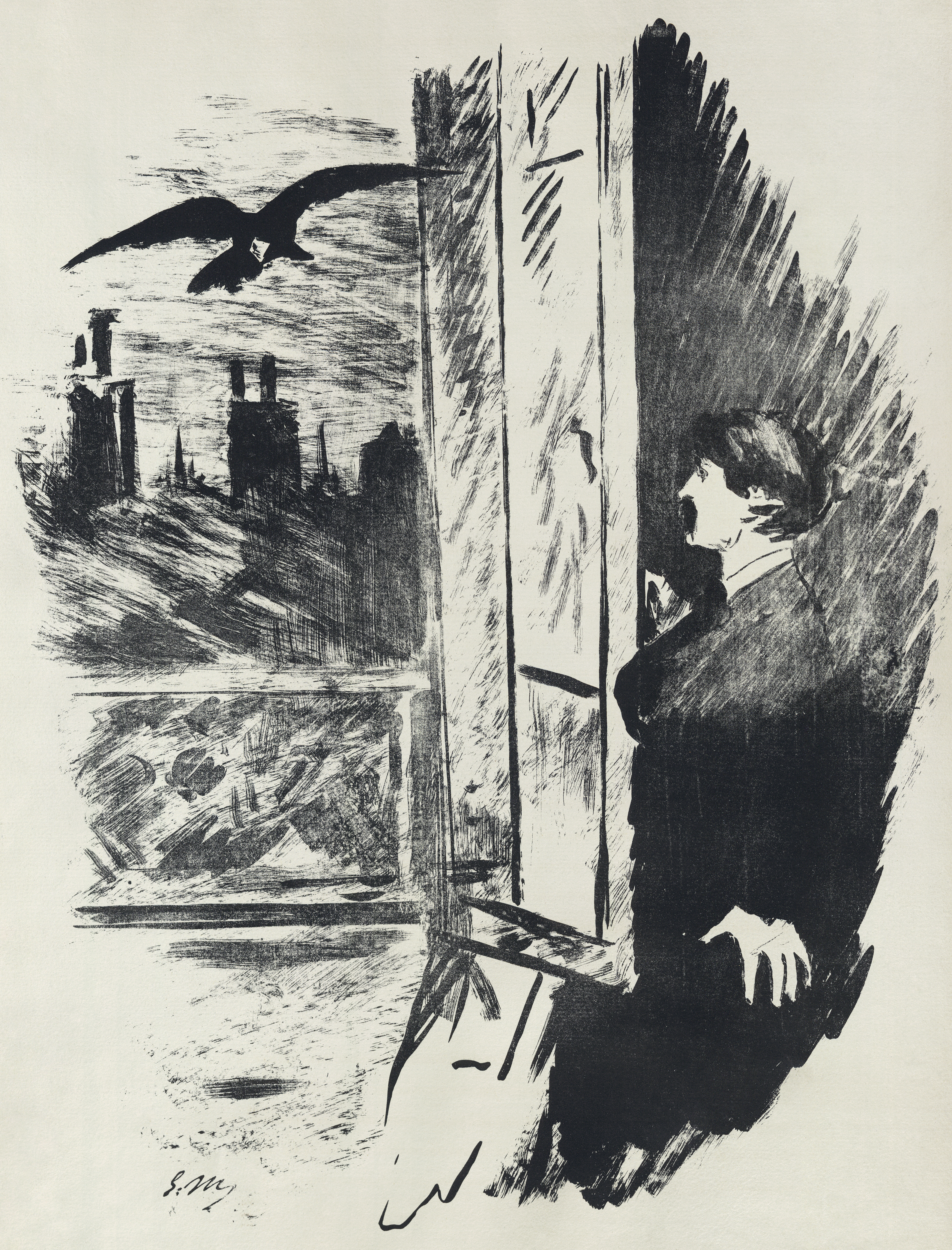
Ilustração de Manet do corvo voando pela janela

Poe, no entanto, afirmou que o poema era uma combinação de octâmetro acatalético, heptâmetro catalético e tetrâmetro catalético. O esquema de rima é ABCBBB, ou AA,B,CC,CB,B,B ao contabilizar a rima interna. Em todas as estrofes, as linhas "B" rimam com a expressão "nevermore" e são cataléticas, colocando ênfase extra na sílaba final. O poema também faz grande uso de aliteração ("Doubting, dreaming dreams [...]"). O poeta americano Daniel Hoffman sugeriu que a estrutura e a métrica do poema são tão formulados que chegam a ser artificiais, embora sua qualidade hipnotizante substitua isso.
Poe baseou a estrutura de "O Corvo" na rima e no ritmo complicado do poema de Elizabeth Barrett, Lady Geraldine's Courtship. Poe revisou o trabalho de Barrett na edição de janeiro de 1845 do Broadway Journal e disse que "sua inspiração poética é a mais alta — não podemos conceber nada mais solene. Seu senso de arte é puro em si". Como é típico de Poe, ele também critica sua falta de originalidade e o que ele considera a natureza repetitiva de algumas de suas poesias. Sobre Lady Geraldine's Courtship, ele comentou: "Eu nunca li um poema combinando tanta paixão feroz com tamanha imaginação delicada".

## Histórico da publicação
Poe mostrou "O Corvo" pela primeira vez a seu amigo e ex-empregador George Rex Graham, da Graham's Magazine, na Filadélfia. Graham recusou o poema, que poderia não estar em sua versão final, embora tenha dado a Poe quinze dólares como caridade. Poe então vendeu o poema para a The American Review, que pagou nove dólares por ele, e publicou "O Corvo" em sua edição de fevereiro de 1845 sob o pseudônimo "Quarles", uma referência ao poeta inglês Francis Quarles. A primeira publicação do poema com o nome de Poe foi no Evening Mirror em 29 de janeiro de 1845. Nathaniel Parker Willis, editor do Mirror, o apresentou como "insuperável na poesia inglesa por sua concepção sutil, a engenhosa habilidade da versificação e consistência, sustentando a força imaginativa [...] Ficará na memória de todos que o lerem". Após esta publicação, o poema apareceu em periódicos nos Estados Unidos, incluindo o New York Tribune (4 de fevereiro de 1845), Broadway Journal (vol. 1, 8 de fevereiro de 1845), Southern Literary Messenger (vol. 11, março de 1845), Literary Emporium (vol. 2, dezembro de 1845), Saturday Courier, 16 (25 de julho de 1846) e Richmond Examiner (25 de setembro de 1849).
O sucesso imediato de "O Corvo" levou Wiley & Putnam a publicar uma coleção da prosa de Poe chamada Tales, em junho de 1845; foi seu primeiro livro em cinco anos. Eles também publicaram uma coleção de sua poesia chamada The Raven and Other Poems em 19 de novembro por Wiley & Putnam, que incluiu uma dedicação a Barrett como "o mais nobre de seu sexo". O pequeno volume, seu primeiro livro de poesia em quatorze anos, foi de cem páginas e vendido por 31 centavos. Além do poema do título, incluíam The Valley of Unrest, Bridal Ballad, The City in the Sea, Eulalie, The Conqueror Worm, The Haunted Palace e onze outros. No prefácio, Poe se referia a eles como "insignificantes", que haviam sido alterados sem sua permissão.

## Composição

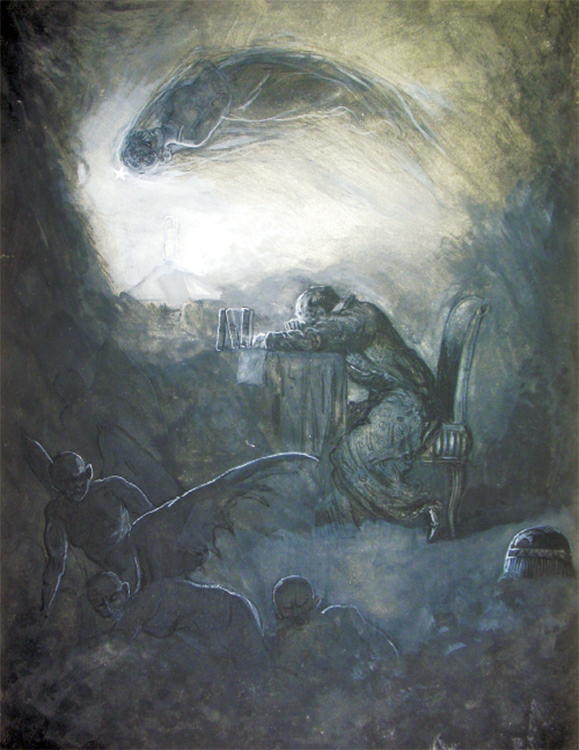
O eu-lírico pensando sobre Lenore. Ilustração de James Carling (c. 1882).

Poe capitalizou o sucesso de "O Corvo", seguindo-o com seu ensaio A Filosofia da Composição (1846), no qual detalhava a criação do poema. Sua descrição de sua escrita é provavelmente exagerada, embora o ensaio sirva como uma importante visão geral da teoria literária de Poe. O autor explica que todo componente do poema é baseado na lógica: o corvo entra no quarto para evitar uma tempestade (a "meia-noite sombria" em um "dezembro sem vida"), e sua posição em um busto branco pálido era criar contraste visual contra o pássaro preto escuro. Nenhum aspecto do poema foi um acidente, ele afirma, mas é baseado no controle total do autor. Até a expressão "Nevermore", diz Poe, é usada por causa do efeito criado pelos sons das vogais longas (embora Poe possa ter sido inspirado a usar a palavra pelas obras de Lord Byron ou Henry Wadsworth Longfellow). Poe tinha experimentado o extenso som da vogal o ao longo de muitos outros poemas: "no more" em Silence, "evermore" em The Conqueror Worm. O próprio tópico, diz Poe, foi escolhido porque "a morte de uma mulher bonita é inquestionavelmente o tópico mais poético do mundo". Disse que "os lábios de um amante abandonado" é mais adequado para alcançar o efeito desejado. Além da poética, a perdida Lenore também pode ter sido inspirada por eventos da própria vida de Poe, seja pela perda precoce de sua mãe, Eliza Poe, ou pela longa doença sofrida por sua esposa, Virginia. Por fim, Poe considerou "O Corvo" um experimento para "adequar ao mesmo tempo o gosto popular e crítico", acessível aos mundos literário e mainstream. Não se sabe quanto tempo Poe trabalhou em "O Corvo"; a especulação varia de um dia a dez anos. Poe recitou um poema que se acredita ser uma versão inicial com um final alternativo de "O Corvo" em 1843 em Saratoga, Nova Iorque. Um rascunho inicial pode ter uma coruja.
No verão de 1844, quando o poema provavelmente foi escrito, Poe, sua esposa e sogra estavam se mudando para a fazenda de Patrick Brennan. A localização da casa, que foi demolida em 1888, tem sido um ponto controverso e, embora existam duas placas diferentes marcando sua suposta localização na West 84th Street, provavelmente ficou onde é atualmente a 206 West 84th Street.

## Traduções para o português
"O Corvo" recebeu diversas traduções ao redor do globo, sendo as duas primeiras para o francês, feitas por, respectivamente, Charles Baudelaire e Stéphane Mallarmé. A partir destas, como o francês era a língua hegemônica na época, várias outras começaram a surgir. O primeiro a traduzir o poema para o português foi Machado de Assis, que se baseou indiretamente na versão de Baudelaire.
Segundo o jornalista Cláudio Abramo, a tradução francesa está repleta de "erros", que foram consequentemente difundidos em muitas traduções de línguas neolatinas, incluindo a de Machado:

"Pois é possível afirmar-se, sem sombra de dúvida, que a tradução do escritor brasileiro é muito mais da versão francesa de Baudelaire do que do poema original. Isso não se depreende de similaridades vagas, mas [...] das mesmas adições, das mesmas omissões e das mesmas palavras nos mesmíssimos lugares das traduções de um e de outro".
Ao traduzir, Machado priorizou a recriação do poema, incorporando novos elementos e adaptando-o a um novo contexto literário. Por se basear na versão francesa, efeitos sonoros presentes no original se perderam na composição poética. A estrutura de sua tradução possui a estrutura "AA;BB;CC;D;ais;D;ais". Como afirma Sérgio Bellei, enquanto Poe descreve um homem amargurado pela perda de sua amada, usando o corvo como o elemento-chave da situação, Machado coloca o corvo no centro do poema, colocando assim mais ênfase em sua mensagem oculta.
Em 1924, Fernando Pessoa traduz "O Corvo", visando preservar os máximos componentes rítmicos, com o mesmo número de versos e estrofes do poema original. A carga poética do poema é considerada bem próxima dos refrões do original em inglês. Segundo Oseki-Dépré, o poema torna-se completamente "desdramatizado", mais geral, abstrato e moderno, além dos nomes próprios serem excluídos ou modificados.
Outros autores também publicaram suas versões, como José Lira e Vinícius Alves. Em 4 de março de 2017, uma tradução satírica do poema denominada "A Rola" foi publicada no Jornal Opção.

## Recepção crítica

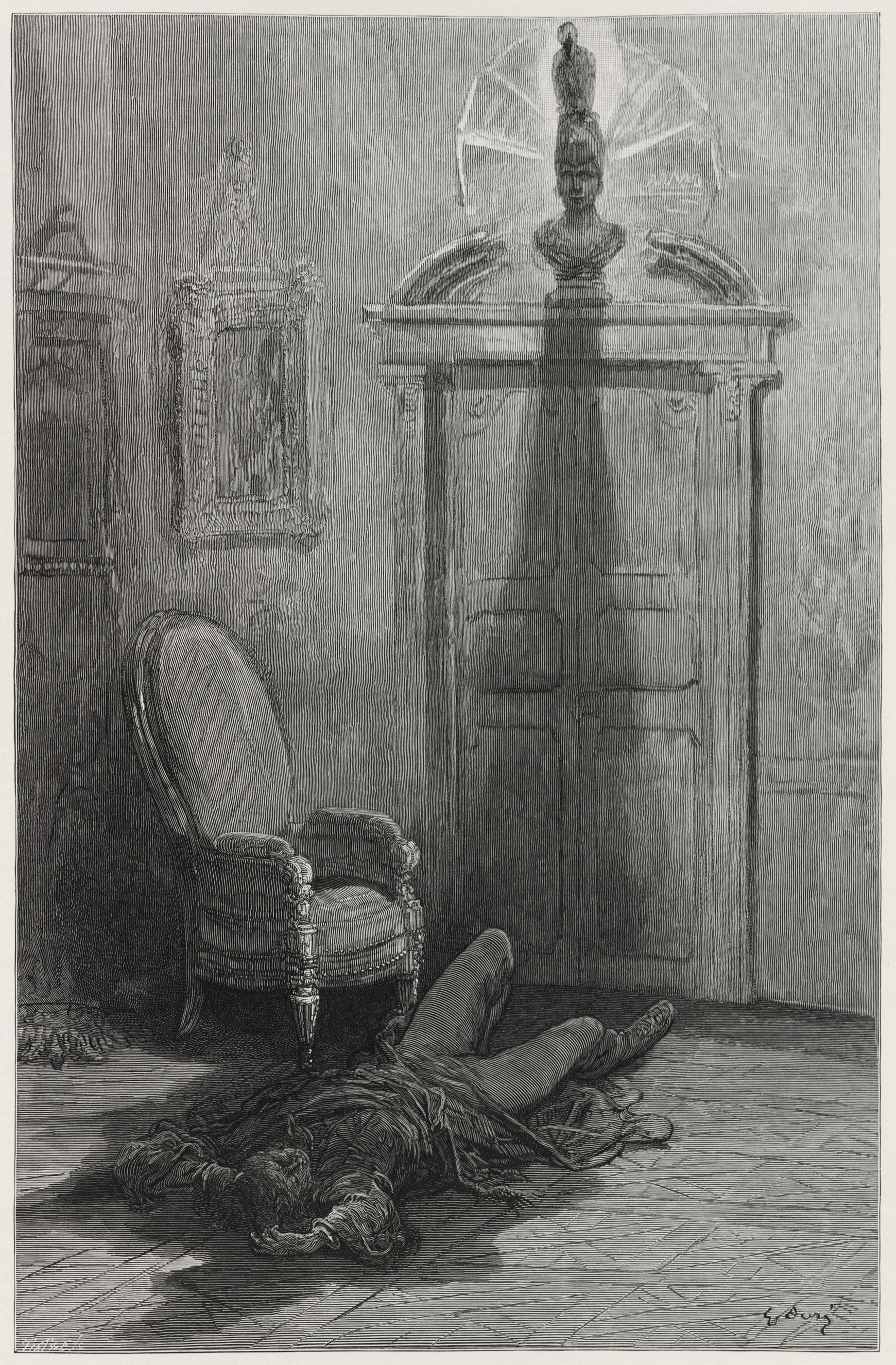
A ilustração de Gustave Doré das linhas finais do poema acompanha a frase "E minh'alma, daquela sombra que jaz a flutuar no chão/levantar-se-á —nunca mais!"

Em parte devido a sua publicação dupla, "O Corvo" fez de Edgar Allan Poe um nome familiar quase que imediatamente e transformou Poe em uma celebridade nacional. Os leitores começaram a identificar poema com poeta, atribuindo a ele o apelido de "O Corvo". O poema foi logo republicado, imitado e parodiado. Embora tenha tornado Poe popular em sua época, não lhe trouxe um sucesso financeiro significativo. Como Poe mais tarde lamentou: "Não ganhei dinheiro. Eu sou tão pobre agora como sempre fui na minha vida—exceto na esperança, que não é de forma alguma gerenciável".
New World comentou: "Todos leem o poema e o elogiam [...] justamente, pensamos, pois nos parece cheio de originalidade e poder". The Pennsylvania Inquirer o republicou com o título "A Beautiful Poem" ("Um Belo Poema"). Elizabeth Barrett escreveu a Poe: "Seu 'Corvo' produziu uma sensação, um ataque de horror, aqui na Inglaterra. Alguns dos meus amigos foram pegos pelo medo e outros pela música. Eu ouço pessoas assombradas pelo 'nunca mais'." A popularidade de Poe resultou em convites para recitar "O Corvo" e dar palestras – em reuniões sociais públicas e privadas. Em um salão literário, um convidado observou: "ouvir [Poe] recitar o Corvo [...] é um evento na vida de alguém". Foi lembrado por alguém que experienciou: "Ele desligava as lâmpadas até que a sala estivesse quase escura, e então, parado no centro do apartamento, recitava [...] na mais melodiosa das vozes [...] Tão maravilhoso era o seu poder como leitor que os auditores teriam medo de respirar para que o feitiço encantado não fosse quebrado".
Paródias surgiram especialmente em Boston, Nova Iorque e Filadélfia e incluíram The Craven, de "Poh!", The Gazelle, The Whippoorwill e The Turkey. Uma paródia, The Pole-Cat, chamou a atenção de Andrew Johnston, advogado que a enviou a Abraham Lincoln. Embora Lincoln admitisse que deu "várias gargalhadas", ele ainda não havia lido "O Corvo". No entanto, Lincoln finalmente leu e memorizou o poema.
"O Corvo" foi elogiado pelos colegas escritores William Gilmore Simms e Margaret Fuller, embora tenha sido criticado por William Butler Yeats, que o chamou de "insincero e vulgar [...] sua execução é um truque rítmico". O transcendentalista Ralph Waldo Emerson disse: "Não vejo nada nele". Um crítico da Southern Quarterly Review escreveu em julho de 1848 que o poema foi arruinado por "uma extravagância selvagem e desenfreada" e que coisas menores, como uma batida na porta e uma cortina esvoaçante, afetariam apenas "uma criança assustada à beira da idiotice por terríveis histórias de fantasmas". Um escritor anônimo, usando o pseudônimo "Outis", sugeriu no Evening Mirror que "O Corvo" foi plagiado de um poema chamado "The Bird of the Dream", de um autor não identificado. O escritor mostrou dezoito semelhanças entre os poemas e foi feito em resposta às acusações de Poe de plágio contra Henry Wadsworth Longfellow. Foi sugerido que Outis era realmente Cornelius Conway Felton, se não o próprio Poe. Após a morte de Poe, seu amigo Thomas Holley Chivers disse que "O Corvo" foi plagiado de um de seus poemas. Em particular, ele alegou ter sido a inspiração para a métrica do poema, bem como para o refrão "nunca mais".
"O Corvo" se tornou um dos alvos mais populares para tradutores literários na Hungria; mais de uma dúzia de poetas o transformaram em húngaro (Mihály Babits, Dezső Kosztolányi, Árpád Tóth, e György Faludy são os autores mais conhecidos, além de József Lévay, Károly Szász, Zsolt Harsányi, Béla Telekes, Zoltán Franyó, György Radó, László Lőrinczi Balázs Kántás, Imre Csillag, e Roberto Rossner). Balázs Birtalan escreveu sua paráfrase do ponto de vista do corvo, com o lema Audiatur et altera pars.

## Legado
"O Corvo" influenciou muitas obras modernas, incluindo Lolita, de Vladimir Nabokov, em 1955, The Jewbird, de Bernard Malamud, em 1963, e The Parrot Who Knew Papa, de Ray Bradbury, em 1976. O processo pelo qual Poe compôs "O Corvo" influenciou vários autores e compositores franceses, como Charles Baudelaire e Maurice Ravel, e foi sugerido que o Boléro de Ravel pode ter sido profundamente influenciado por A Filosofia da Composição.

O nome do Baltimore Ravens, um time profissional de futebol americano, foi inspirado no poema. Escolhida em um concurso de fãs que atraiu 33 288 eleitores, a alusão homenageia Poe, que passou o início de sua carreira em Baltimore e está enterrado lá.

### Textos
- "The Raven" — Texto completo da primeira publicação, da American Review, 1845
- "The Raven" — Texto completo da publicação final autorizada, do Richmond Semi-Weekly Examiner, 1849
- "Le Corbeau" — Tradução em francês de "O Corvo" por Stéphane Mallarmé
- "Le Corbeau" — Tradução em francês de "O Corvo" por Charles Baudelaire
- "Bela" — Tradução basca de Jon Mirande, 1950
- "Ha-orev" — Tradução hebraica de Vladimir Jabotinsky, 1914
- "Der Raab" — Tradução em iídiche de Vladimir Jabotinsky.
- "Voron" — Tradução em russo por Avdotij Vyvihov.

### Comentários
- The Poe Decoder  — Ensaio sobre os símbolos, palavras e composição de O Corvo
- O Corvo Com Comentário Literário e Histórico de John H. Ingram. London G. Redway. 1885

### Ilustrações
- Ilustrações de O Corvo — Ilustrações de Gustave Doré da coleção de livros raros e especiais das livrarias da Universidade de Buffalo
- O Corvo no Projeto Gutenberg
- O Corvo no Projeto Gutenberg

### Áudios
- Leitura de 'O Corvo' e texto de Classic Poetry Aloud (MP3)